# Vincenzo Cerami
Pour les articles homonymes, voir Cerami (homonymie).
Vincenzo Cerami (né le 2 novembre 1940 à Rome et mort le 17 juillet 2013  dans cette même ville) est un écrivain italien. Romancier, nouvelliste, dramaturge, journaliste et scénariste, il a reçu en 2004 le prix Vittorio De Sica pour l’ensemble de son œuvre.

## Biographie
Vincenzo Cerami a embrassé très tôt la carrière d'écrivain. Sa rencontre de Pier Paolo Pasolini, qui fut son professeur de lettres au collège de Ciampino, a eu une influence fondamentale sur lui. Pasolini l'introduit à la littérature et à la poésie. Plus tard, il sera son assistant sur le tournage de Uccellacci e uccellini (Des oiseaux, petits et gros).
À la fin des années 1960, il travaille aux États-Unis et au Japon comme gagman. Il adapte en 1975, pour le Teatro di Roma, le roman de Paolo Volponi, Il sipario ducale (traduit en français sous le titre Le Duc et l’Anarchiste).
Vincenzo Cerami a commencé à écrire comme journaliste depuis le milieu des années 1980. Ses articles et ses récits sont parus dans Il Messaggero, Il Giornale de Montanelli, L’Unità, La Repubblica, La Stampa et Il Secolo XIX.
Il coécrit avec Roberto Benigni La vie est belle, qui remportera plusieurs grands prix internationaux de cinéma.
Durant les années universitaires 1996-1997 et 1997-1998, Vincenzo Cerami a réalisé un cycle de leçons intitulé Introduzione allo scrivere : letteratura, cinema, teatro, radio (Introduction à l’écriture : littérature, cinéma, théatre, radio) comme cours complémentaire à Filologia Romanza, dans le cadre de la faculté de Lettres et de Philosophie de l’Université « La Sapienza » de Rome.
Pendant l’année universitaire 2000-2001, il s’est vu confier un cours hebdomadaire d’écriture créative auprès du Centre interdisciplinaire sur la communication sociale, à l’Université pontificale grégorienne.
En avril 2001, Vincenzo Cerami a participé à Tokyo à une rencontre d’écrivains italiens avec le milieu littéraire japonais et avec les étudiants des universités, organisé par le Prix Grinzane Cavour et par l’Institut italien de la Culture de Tokyo.
Pendant l’année universitaire 2001-2002, il a obtenu un contrat pour l’enseignement de Teoria e tecniche della scrittura creativa (Théorie et techniques de l’écriture créative), rattaché au cours d’étude des Lettres à la Faculté de sciences humaines de l’Université « La Sapienza » de Rome. Ce même cours s’est également tenu en 2002-2003 et 2003-2004, enregistrant une adhésion toujours plus grande de la part d’étudiants provenant d’autres facultés.
Il meurt à l'âge de 72 ans à la suite d'une longue maladie.
Il a été marié à l'actrice américaine Mimsy Farmer, dont il a eu une fille, Aisha Cerami (it) (actrice), en 1970, puis à Graziella Chiarcossi, une cousine de Pasolini, dont il a eu un fils, Matteo Cerami (it) (réalisateur).

## Littérature
Cerami publie chez Garzanti, en 1976, Un borghese piccolo piccolo (traduit en français sous le titre Un bourgeois tout petit petit, aux Éditions du Seuil), son premier roman, dont Italo Calvino écrivit la présentation. Le livre sera adapté pour le cinéma et le film, signé Mario Monicelli, avec Alberto Sordi comme interprète, connaîtra un grand succès.
En 1978 sort son second roman, Amorosa presenza (Amoureuse présence ; d'où Nicola Piovani tirera un opéra, lui aussi nommé Amorosa presenza, et créé en 2022). En 1981 sont publiés, toujours par Garzanti, Addio Lenin (Adieu Lénine), un poème narratif, et Tutti cattivi (Tous méchants), un roman.
En 1983 et en 1988, Garzanti édite deux de ses romans, Ragazzo di vetro (Garçon de verre) et La lepre (traduit en français sous le titre Le Mal d’amour, aux éditions Payot). Au printemps 1991, un livre de nouvelles intitulé L’ipocrita (L’Hypocrite) sort aux éditions Einaudi. En 1985, ses traductions en italien des Fiabe di Roma e del Lazio (Fables de Rome et du Latium) entrent dans la collection des Oscar Mondadori.
En mai 1993, sort La gente (Les Gens), un recueil de « mini-romans », édité de nouveau par la maison d’édition Einaudi.
Un long essai de Cerami dédié au texte de Pier Paolo Pasolini Le ceneri di Gramsci (Les Cendres de Gramsci) est présent dans le dernier volume de la « Littérature italienne Einaudi » (collection dirigée par Alberto Asor Rosa).
Toujours chez Einaudi, paraît en 1996 un « manuel » d’écriture créative intitulé Consigli a un giovane scrittore : letteratura-teatro-cinema-radio (Conseils à un jeune écrivain : littérature-théâtre-cinéma-radio) ; en 1997, Fattacci, récit de quatre célèbres crimes italiens ; en 1998, le scénario du film La vita è bella (plus tard, le livre avec la cassette vidéo incluse) ; en 1999, le texte théâtral de Canti di scena (avec le CD), les récits en bandes dessinées de Olimpo S.p.a. (2000) et Olimpo S.p.a. Caccia grossa (Olimpo S.p.a. Grosse chasse) (2002) réalisés avec la dessinatrice Silvia Ziche et en 2001 le roman Fantasmi (traduit en français sous le titre Fantasmes, aux éditions du Rocher, en 2003).
En 2001, Cerami a écrit pour les Meridiani Mondadori La trascrizione dello sguardo (La Transcription du regard), essai introductif au volume qui réunit les sujets et les scénarios de Pier Paolo Pasolini, intitulé Per il cinema. Puis, en 2002, il retourne chez Garzanti, la maison d’édition de ses premiers livres. Un borghese piccolo piccolo, Consigli a un giovane scrittore (nouvelle édition augmentée) et Pensieri così (Des pensées comme ça) sortent dans une collection personnelle, avec des couvertures illustrées par Danijel Zezelj. Chez le même éditeur, Cerami signe également la préface une édition du Pinocchio de Collodi dans la collection « I grandi libri ».
Ses derniers romans  ont été publiés en Italie chez Mondadori (Vite bugiarde : romanzo d'appendice, 2007, et L'incontro, 2005) et chez Garzanti (La sindrome di Tourette, 2005 - traduit en français aux Éditions du Rocher Le Syndrome de Tourette en 2007).

## Cinéma
Cerami a toujours doublé son travail littéraire d’une activité cinématographique et théâtrale. Il a collaboré aux scénarios de Casotto (La Cabine des amoureux) et Il minestrone de Sergio Citti, de Salto nel vuoto (Le Saut dans le vide) et Gli occhi, la bocca (Les Yeux, la Bouche) de Marco Bellocchio, de Segreti segreti et I cammelli de Giuseppe Bertolucci, de Tutta colpa del paradiso de Francesco Nuti, de Pianoforte de Francesca Comencini, de Uomo d’acqua dolce et La fame e la sete de Antonio Albanese. Il a écrit avec Gianni Amelio les films Colpire al cuore, I ragazzi di via Panisperna et Porte aperte (Portes ouvertes), ce dernier, vainqueur de l’Oscar européen, ayant été nommé aux Oscars en 1991 dans la catégorie « meilleur film étranger ».
Il est l’auteur avec Roberto Benigni de Il piccolo diavolo (Le Petit Diable), Johnny Stecchino (dont le scénario a également paru aux Éditions Theoria), Il mostro (Le Monstre), sorti sous forme de roman chez Longanesi, et La vita è bella (traduit en français sous le titre La vie est belle, Éditions Gallimard), ce dernier ayant remporté, entre autres, cinq Rubans d'argent, neuf David di Donatello, le Prix de la Ville de Jérusalem, le Grand Prix spécial du Jury au Festival de Cannes, deux Oscars européens, et ayant été sept fois nommé et lauréat de trois Oscars à l’Academy of Motion Picture Arts and Sciences.
En 2002, le Pinocchio réalisé par Roberto Benigni, dont Cerami a coécrit le scénario avec l’auteur, est sorti dans les salles. Le film a rencontré un grand succès public en Italie, en Autriche, en Allemagne et au Japon.
Le dernier film de Cerami, La tigre e la neve (Le Tigre et la Neige), écrit encore une fois avec Roberto Benigni, est sorti en 2005.

## Production théâtrale
En ce qui concerne le théâtre, Cerami a écrit en 1984, pour le groupe florentin Pupi e fresedde, la comédie L’amore delle tre melarance (L'Amour des trois oranges), un succès européen. Par la suite, il a travaillé en France pour le Théâtre du Campagnol et le Théâtre de la Carriera (théâtre populaire occitan). Il a écrit pour Jean-Claude Penchenat L’Enclave des Papes. Il publie en 1986 une autre comédie auprès de la maison d’édition Theoria, Sua Maestà (Sa Majesté), montée la même année dans l’interprétation de Mario Scaccia, reprise en France par le Théâtre de la Carriera avec Paul Crauchet. Aussitôt après, Cerami écrit pour le Centro di Drammaturgia di Fiesole un texte-exercice destiné à une école d’acteurs, Casa fondata nel 1878.
Il écrit Hello George ! pour le Teatro del Buratto de Milan, comédie sur George Gershwin et sa musique.
Cerami collabore par ailleurs depuis plusieurs années avec le musicien Nicola Piovani. Ils ont écrit ensemble Le Cantate del Fiore e del Buffo (Les Cantates de la fleur et du bouffon) qui, après un début triomphal au Festival delle Ville Vesuviane en août 1990 et après le succès de la représentation au théâtre Sistina de Rome l’année suivante, a fait une longue tournée dans toute l’Italie.
La casa al mare (La Maison au bord de mer), comédie écrite par Cerami et interprétée par Luca De Filippo, a été présentée durant la saison 1990-1991, puis reprise lors de la saison théâtrale 1997-1998, avec Massimo Wertmüller, Angelo Orlando et Tosca d’Aquino, dans une mise en scène d’Attilio Corsini.
Pendant la saison 1992-1993, la comédie musicale Il signor Novecento a été présenté, avec des textes de Cerami et des musiques de Nicola Piovani, interprété par Lello Arena, Norma Martelli et les chanteuses Francesca Breschi et Donatella Pandimiglio. Piovani en personne a dirigé les solistes de l’Orchestra Aracoeli.
Il a écrit pour Maurizio Scaparro la comédie Teatro Excelsior, qui a été présenté au Teatro Eliseo de Rome en novembre 1993, le protagoniste étant Massimo Ranieri.
À la fin de cette même année, Cerami a débuté au théâtre dei Satiri de Rome avec une comédie musicale à lui, Canti di scena, où il est également récitant avec Norma Martelli. Les musiques sont de Nicola Piovani. En 1981, une première édition embryonnaire de Canti di scena avait été présentée au festival d’Héraklion, en Grèce, avec des éléments de l’orchestre national d’Athènes.
Pendant la saison 1994-1995, alors que Canti di scena fait le tour des théâtres italiens (et continuera sa programmation, avec des changements continuels, jusqu’en 2000), une comédie intitulée Borderò (Bordereau) débute au théâtre La Cometa de Rome, sur des musiques de Nicola Piovani et dans l’interprétation de Lello Arena e Nicola Di Pinto.
En avril 1998, le spectacle Romanzo musicale, dont Cerami est l’interprète avec Ninetto Davoli et Norma Martelli, débute au théâtre Mancinelli d’Orvieto. Les musiques sont encore une fois de Nicola Piovani et les chansons interprétées par Pino Ingrosso, Donatella Pandimiglio et Simona Patitucci.
En novembre 1998, toujours pour le théâtre d’Orvieto, Cerami et Piovani ont écrit l’opéra théâtral La Pietà, un Stabat Mater concertant pour deux voix féminines (Rita Cammarano et Amii Stewart), une voix récitante (Gigi Proietti) et vingt-deux éléments de l’orchestra Aracoeli dirigés par Nicola Piovani lui-même.
L’opéra a été également présenté avec succès à Bethléem le vendredi saint, en 1999 (à cette occasion, Cerami est devenu citoyen d’honneur de la ville de Bethléem). En mars 2002, dans la salle Magna de l’Université de Rome « La Sapienza », l’Istituzione Universitaria dei Concerti a introduit La Pietà dans son programme.
Durant l’année 1998, Cerami lit l’Ecclésiaste, dans la version de Guido Ceronetti, dans les synagogues et les églises de la Lombardie et de l’Émilie-Romagne pour le Teatro Stabile di Parma sous la direction du metteur en scène Franco Però.
En mars 2000, le spectacle Ring, toujours mis en scène par Franco Però, débute au Teatro Stabile di Parma.
En mai de cette même année, deux autres opéras théâtraux de Cerami ont été portés à la scène, Socrate, une tragédie dirigée et interprétée par Gigi Proietti, écrite pour le Piccolo Teatro de Milan, et Francesco : il musical, spectacle musical sur la vie de saint François, mis en scène au Lyrick Théâtre d’Assise.
La Compagnia della luna et le Teatro Mancinelli d’Orvieto ont produit en 2001 Concerto fotogramma, musique de Nicola Piovani, vers de Vincenzo Cerami. Ce spectacle a été présenté en janvier 2003 au Théâtre national de Chaillot à Paris où il a obtenu un grand succès.
Dans le cadre du Festival de la littérature de Mantoue, Cerami a présenté en septembre 2002 pendant cinq soirées, un spectacle intitulé Lettere al metronomo (Lettres au métronome), correspondance en vers lue par l’auteur lui-même, accompagné sur scène par la voix chantante de Aisha Cerami et au clavier par Aidan Zammit. Les musiques ont été écrites par Nicola Piovani. Ce spectacle sera repris en 2004 au théâtre Ambra Jovinelli de Rome, avec de nouvelles lettres.

## Œuvres
En français
- 1978 : Un bourgeois tout petit petit (roman, Éditions du Seuil, 1978) | Un borghese piccolo piccolo
- 1991 : Le Mal d'amour (roman, Éditions Payot, 1991) | La lepre
- 1998 : La vie est belle (roman, Folio Gallimard, 1998) | La vita est bella avec Roberto Benigni
- 2003 : Fantasmes (roman, Éditions du Rocher, 2003) | Fantasmi
- 2006 : Un bourgeois tout petit petit (roman, Éditions du Rocher, 2006) | Un borghese piccolo piccolo
- 2007 : Les Yeux de Pandora (BD, Les Humanoides, 2007)
- 2007 : Le Syndrome de Tourette (roman, Éditions du Rocher, 2007) | La sindrome di Tourette

## Filmographie

### En tant que scénariste
- 1977 : Un bourgeois tout petit petit de Mario Monicelli
- 1977 : La Cabine des amoureux de Sergio Citti
- 1979 : Le Saut dans le vide de Marco Bellocchio
- 1982 : Les Yeux, la Bouche de Marco Bellocchio
- 1982 : Colpire al cuore de Gianni Amelio
- 1984 : Desiderio d'Anna Maria Tatò
- 1984 : Pianoforte de Francesca Comencini
- 1985 : Segreti segreti de Giuseppe Bertolucci
- 1985 : Tutta colpa del paradiso de Francesco Nuti
- 1986 : Francesca è mia de Roberto Russo
- 1986 : Le Mal d'aimer (La coda del diavolo) de Giorgio Treves
- 1987 : Stregati de Francesco Nuti
- 1988 : I cammelli de Giuseppe Bertolucci
- 1988 : I ragazzi di via Panisperna de Gianni Amelio
- 1988 : Le Petit Diable de Roberto Benigni
- 1989 : Mortacci de Sergio Citti
- 1991 : Il minestrone de Sergio Citti
- 1991 : Le Voyage du capitaine Fracasse d’Ettore Scola
- 1991 : Johnny Stecchino de Roberto Benigni
- 1990 : Portes ouvertes de Gianni Amelio
- 1994 : I pavoni de Luciano Manuzzi
- 1994 : Le Monstre de Roberto Benigni
- 1996 : Uomo d'acqua dolce d'Antonio Albanese
- 1997 : La vie est belle de Roberto Benigni
- 1999 : La fame e la sete d'Antonio Albanese
- 2001 : Vipera de Sergio Citti
- 2002 : Il nostro matrimonio è in crisi d'Antonio Albanese
- 2002 : Pinocchio de Roberto Benigni
- 2003 : A.A.A. Achille de Giovanni Albanese
- 2005 : Le Tigre et la Neige  de Roberto Benigni
- 2012 : Belle du Seigneur de Glenio Bonder (avec James Dearden)